# おくさまは女子高生
『おくさまは女子高生』（おくさまはじょしこうせい）は、集英社発行の漫画雑誌「週刊ヤングジャンプ」に連載されていたこばやしひよこによる日本語の漫画を原作とする作品群である。話数のカウントは「HB○○」という形式であった。原作の単行本は全13巻。
本作はメディア展開が行われ、2002年にゲーム化された後、アニメ化も行われ、2005年7月から9月までUHFアニメとして放送された。さらに館山緑によって小説化もなされ、この小説の挿絵は原作者が手懸けた。物理教師と女子高生の夫婦を中心とした話である。

## あらすじ
とある高校に通う女子高生・小野原麻美と、物理教師・市丸恭介は、実は夫婦の関係にあるが、このことは2人だけの秘密であった。他人に言えない秘密を持つ夫婦の日常生活を中心にコミカルなストーリーを展開する。

## 登場人物
声優はテレビアニメ版のみ。
小野原 麻美（おのはら あさみ）
声 - 川澄綾子
本作の主人公。17歳の女子高生。身長158cm体重52kg、スリーサイズはB90・W62・H88と、グラビアアイドル並みのセクシーさを持つ。結婚の事実は外部には秘密にしている。明るく純粋な性格だが、少しドジ。その可愛さから何かと周りの男達に求愛される。恭介を「旦那様」と呼ぶ。貞操観念はとても固いが、脇が異常に甘く、セクハラに対する認識も弱いうえにキャバクラなど水商売に関しても知らない。
市丸 恭介（いちまる きょうすけ）
声 - 真殿光昭
麻美の夫。25歳（連載開始当時）。麻美と同じ高校の物理教師。根は誠実で真面目だが優柔不断で、周囲の女性の誘惑に負けてたまに浮気をする（本番はしていない）。当初は麻美が高校を卒業するまではと、手を出さないようにしていた。コミックス版では誓約を守りながらも「罰ゲーム」と称して麻美に性的興奮を誘うような格好をさせることもあるが、アニメではそのような性格描写は（公共電波での放送という事情から）完全に省かれ、優しくも真面目な人物として描かれている。趣味は天体観測。
堀口 かすみ（ほりぐち かすみ）
声 - 遠藤綾
麻美の友人。麻美の結婚の事実は知らない。眼鏡をかけていて、おっとりとした性格、原作とアニメでは差異がある。
遠藤 さとみ（えんどう さとみ）
声 - 河原木志穂
麻美の友人。もちろん結婚の事実を知らない。恋愛経験豊富で、たまに麻美やかすみに恋愛経験を植え付けようと動くこともある。デリカシーがなく強引な一面もあり、結婚している事実を隠している麻美も一苦労している。アニメのみの登場、原作でのかすみや後発の桜木あやの役割を一部肩代わりしている。原作の比較的早い時期にモデルと思しき人物が出ている。
小野原 巌（おのはら いわお）
声 - 内田直哉
麻美の実父。厳格な人物でもあり、恭介への嫉妬心から、影から夫婦生活を見張っていることもあるが、根は優しい。アニメの最終回ではクラッカーを持って登場した。原作では娘と中学まで風呂に入っており、その肢体を鑑賞していた。娘の下着チェックが趣味。
岩崎 航平（いわさき こうへい）
声 - 福山潤
麻美と同学年で映画研究会部長で、後述の岩崎先生の弟。思考も言動もエロ一辺倒という救い難いほどのドスケベな性格で、周囲から「エロ崎」と呼ばれる。かすみとは犬猿の仲。麻美に惚れているが、姉にけしかけられた事もあって度々告白するも失敗する。
アニメ版では原作とは違い奥手な性格らしいがカメラを持っていることから「エロ崎」と呼ばれていた。
岩崎（いわさき）
声 - 柳沢真由美
航平の姉。航平の学校の英語教師。麻美のクラスを担当する。非常に惚れっぽくて淫乱、という弟そっくりのドスケベな性格で、これまでにも幾人もの男子生徒と関係を持っている。恭介の純粋さに惹かれるが、彼と非常に仲の良い麻美に敵愾心を抱き、二人の仲を裂こうと弟や明を刺客としてけしかけるなど、恭介を奪い取るための策略を巡らせる。男がいないとダメなタイプのようで教師より女を優先させ、自分の生徒に向かって内心「ガキ」と言ったり、麻美と一緒にいるところを目撃して自分を棚に上げ、恭介を強請ろうとするなど性格は悪い。
水ノ咲 サクラ（みずのさき サクラ）
声 - 浅野まゆみ
市丸家の隣人。27歳のホステス。当初水商売から足を洗う為に恭介に結婚を迫るが、麻美との婚姻関係を知った後、秘密を共有し二人の補佐に回る。軽そうな性格だが、相手がいる男には手を出さず、サスケの躾をちゃんとするなどいい母親。
水ノ咲 サスケ（みずのさき サスケ）
声 - 笹島かほる
サクラの息子。7歳の小学生。年の割に頭は良いが好色漢。麻美に惚れた後に恭介に嫉妬し、二人の初体験を何回か妨害するなど小ずるく図々しい。「処女」などの言葉も知っているなど、かなりマセている。
園田（そのだ）
声 - 浪川大輔
恭介の学校の同僚。岩崎教諭に恋心を抱くが、彼女が恭介に執心していたため失恋する。
矢野 透（やの とおる）
航平の友人。麻美と恭介の関係を知りながら、麻美に積極的に関係を迫る。
矢野 真理子（やの まりこ）
透の義妹。複雑な生育環境から透と一時期男女の関係にあった。
桜木 あや（さくらぎ あや）
麻美の同級生で所謂「オヤジ専」。麻美に関わる内に、恭介に横恋慕するようになり、度々色仕掛けを仕掛けて恭介を奪おうと目論む。
天海 明（あまみ あきら）
麻美の同級生で次期生徒会長候補。表向きは好印象な美少年だが、裏で麻美や岩崎教諭を誑かすなど、その本性は狡猾な好色家。恭介と麻美の関係を知ると「一日中ノーパンで過ごせ」などと麻美を脅迫し、自分のものにしようとする。

## テレビアニメ
2005年7月から9月まで放送された。30分枠で1回の放送につき2話放送（1話約11分）で全26話。前述の登場人物の通り性格描写は完全に省かれるなど、アニメ独自の要素もある。
DVDが全7巻で発売された後、2007年6月27日に全話収録のDVD-BOX、2013年3月22日に全話収録のBD-BOXがそれぞれ発売された。

### スタッフ
- 監督 - 宍戸淳
- シリーズ構成 - 高屋敷英夫
- キャラクターデザイン・総作画監督 - 渡辺和夫
- 小物設定 - 玉井公子
- 美術監督 - 金子英俊
- 色彩設計 - 佐野ひとみ
- 撮影監督 - 松井伸哉
- 編集 - 木村佳史子
- 音響監督 - 高桑一
- 音楽 - 若草恵
- プロデューサー - 高谷与志人
- アニメーションプロデューサー - 酒井明雄、松橋厚至
- アニメーション制作 - マッドハウス
- 製作、著作 - エイベックス・エンタテインメント

### 主題歌
オープニングテーマ「Love Love! Chuっ Chuっ!」
作詞 - すやまちえこ / 作曲 - 田代智一 / 編曲 - 田代智一、鈴木盛広 / 歌 - 川澄綾子
エンディングテーマ「愛の子猫」
作詞 - 中司雅美 / 作曲・編曲 - 安藤高弘 / 歌 - 川澄綾子、遠藤綾、河原木志穂

### 各話リスト
| 話数 | サブタイトル              | 脚本       | 絵コンテ | 演出       | 作画監督                                  |
| ---- | ------------------------- | ---------- | -------- | ---------- | ----------------------------------------- |
| 1    | みんなにはナイショだけど… | 高屋敷英夫 | 高橋丈夫 | 佐藤光敏   | LEE SI MIN                                |
| 2    | ラブレターもらっちゃった! | 高屋敷英夫 | 高橋丈夫 | 佐藤光敏   | 大塚美登理                                |
| 3    | 学園祭でいらっしゃいませ♥ | 高屋敷英夫 | 南雲福蔵 | 池添隆博   | 青井小夜                                  |
| 4    | 子供ができちゃいました…!  | 高屋敷英夫 | 南雲福蔵 | 池添隆博   | 吉川真一                                  |
| 5    | 今日こそはと思ったのに…   | 高屋敷英夫 | 高橋丈夫 | 池田重隆   | 広田知子                                  |
| 6    | サクラさん親子参上!       | 筆安一幸   | 郷敏治   | 池田重隆   | 山田一豊                                  |
| 7    | ダンナさまがうそをついた… | 高屋敷英夫 | 高橋丈夫 | 横山広実   | LEE JEONG PHIL                            |
| 8    | 信じていいですか…         | 高屋敷英夫 | 高橋丈夫 | 横山広実   | KO KYOUNG NAM                             |
| 9    | バレちゃいました…!        | 浦畑達彦   | 南雲福蔵 | 岡崎幸男   | LEE SI MIN 広田知子                       |
| 10   | ひ孫がほしい…!?           | 高屋敷英夫 | 南雲福蔵 | 布施康之   | 大塚美登理                                |
| 11   | 二人っきりの旅行♥         | 筆安一幸   | 森田浩光 | 横山広実   | LEE DONG ICK KO KYOUNG NAM LEE JEONG PHIL |
| 12   | 夏祭りと花火と…           | 浦畑達彦   | 高橋丈夫 | 迫井政行   | LEE JEONG PHIL KO KYOUNG NAM              |
| 13   | 暑気払いのあとで          | 高屋敷英夫 | 新町薫   | 木下ゆうき | 青井小夜                                  |
| 14   | ダンナさまのごほうび      | 筆安一幸   | 新町薫   | 木下ゆうき | 吉川真一                                  |
| 15   | あたしが…ビデオに…?       | 浦畑達彦   | 高橋丈夫 | 布施康之   | 広田知子 玉井公子 LEE SI MIN              |
| 16   | 雨の日の出来事            | 高屋敷英夫 | 郷敏治   | 郷敏治     | 広田知子 玉井公子 LEE SI MIN              |
| 17   | 保健室で添い寝!?          | 筆安一幸   | 高橋丈夫 | 中島豊秋   | 加納みずほ                                |
| 18   | ダンナさまがおくさま?     | 筆安一幸   | 森田浩光 | 池田重隆   | 大塚美登理                                |
| 19   | 涙の天体観測              | 高屋敷英夫 | 森田浩光 | 横山広実   | 広田知子 玉井公子 LEE SI MIN              |
| 20   | 小娘なんかに負けないわ    | 筆安一幸   | 森田浩光 | 迫井政行   | 広田知子 玉井公子 LEE SI MIN              |
| 21   | 結婚してくれませんか…?    | 石川学     | 中島豊秋 | 中島豊秋   | 加納みずほ                                |
| 22   | 満天の星の下で…           | 相馬和彦   | 高橋丈夫 | 郷敏治     | LEE SI MIN 広田知子                       |
| 23   | 初めての夫婦ゲンカ…       | 高屋敷英夫 | 新町薫   | 木下ゆうき | 青井小夜                                  |
| 24   | 風邪にご用心…!            | 筆安一幸   | 新町薫   | 木下ゆうき | 吉川真一                                  |
| 25   | 結婚がばれた!             | 高屋敷英夫 | 高橋丈夫 | 宍戸淳     | 玉井公子 LEE SI MIN                       |
| 26   | いつまでもずっと愛して…   | 高屋敷英夫 | 高橋丈夫 | 宍戸淳     | 大塚美登理 広田知子                       |

### 放送局
| 放送地域 | 放送局         | 放送区分       | 放送期間                      | 放送時間           | 備考             |
| -------- | -------------- | -------------- | ----------------------------- | ------------------ | ---------------- |
| 神奈川県 | tvk            | 独立UHF局      | 2005年7月2日 -                | 土曜 25:30 - 26:00 |                  |
| 埼玉県   | テレビ埼玉     | 独立UHF局      | 2005年7月 - 9月               | 土曜 25:30 - 26:00 |                  |
| 東京都   | 東京MXTV       | 独立UHF局      | 2005年7月 - 9月               | 土曜 26:00 - 26:30 |                  |
| 千葉県   | ちばテレビ     | 独立UHF局      | 2005年7月 - 9月               | 木曜 25:55 - 26:25 |                  |
| 栃木県   | とちぎテレビ   | 独立UHF局      | 2005年7月 - 9月               | 日曜 25:10 - 25:40 |                  |
| 京都府   | KBS京都        | 独立UHF局      | 2005年7月4日 - 9月26日        | 月曜 25:30 - 26:00 |                  |
| 兵庫県   | サンテレビ     | 独立UHF局      | 2005年7月5日 - 9月27日        | 火曜 26:05 - 26:35 |                  |
| 岐阜県   | 岐阜放送       | 独立UHF局      | 2005年7月 - 9月               | 木曜 24:45 - 25:15 |                  |
| 三重県   | 三重テレビ     | 独立UHF局      | 2005年7月 - 9月               | 月曜 27:00 - 27:30 |                  |
| 北海道   | テレビ北海道   | テレビ東京系列 | 2005年7月 - 9月               | 金曜 26:30 - 27:00 |                  |
| 福岡県   | TVQ九州放送    | テレビ東京系列 | 2005年7月 - 9月               | 土曜 26:25 - 26:55 |                  |
| 徳島県   | 四国放送       | 日本テレビ系列 | 2005年7月 - 9月               | 水曜 25:20 - 25:50 |                  |
| 高知県   | 高知放送       | 日本テレビ系列 | 2005年7月 - 9月               | 月曜 26:20 - 26:50 |                  |
| 青森県   | 青森朝日放送   | テレビ朝日系列 | 2005年7月 - 9月               | 水曜 25:46 - 26:16 |                  |
| 福島県   | 福島放送       | テレビ朝日系列 | 2005年7月 - 9月               | 月曜 25:45 - 26:15 |                  |
| 新潟県   | 新潟テレビ21   | テレビ朝日系列 | 2005年7月 - 9月               | 土曜 26:00 - 26:30 |                  |
| 山口県   | 山口朝日放送   | テレビ朝日系列 | 2005年7月 - 9月               | 日曜 26:25 - 26:55 |                  |
| 愛媛県   | 愛媛朝日テレビ | テレビ朝日系列 | 2005年7月 - 9月               | 日曜 26:25 - 26:55 |                  |
| 熊本県   | 熊本朝日放送   | テレビ朝日系列 | 2005年7月 - 9月               | 日曜 26:10 - 26:40 |                  |
| 大分県   | 大分朝日放送   | テレビ朝日系列 | 2005年8月11日 -               | 木曜 26:40 - 27:10 |                  |
| 日本全域 | AT-X           | CS放送         | 2005年11月5日 - 2006年1月28日 | 土曜 9:00 - 9:30   | リピート放送あり |
| 日本全域 | アニマックス   | CS放送         |                               |                    |                  |

当初はテレビ朝日で放送される予定だったが、諸般の事情でUHFアニメとしての放送に変更された経緯がある。その結果、UHFアニメとしては異例の20局ネット（地上波局）となった。

### 関連商品
- 主題歌シングルCD「Love Love! Chuっ Chuっ!/愛の子猫」（2005年9月14日）

## ゲーム
データム・ポリスターより、ゲーム機の内蔵時計に連動してリアルタイムでイベントが発生する『ルームメイト』シリーズの一作としてゲーム版が発売されている。

### 主題歌
オープニングテーマ「Summer Wind」
作詞：坂田和子、作曲・編曲：佐藤和豊、歌：小野原麻美（鈴木麗子）
エンディングテーマ「秘密」
作詞：坂田和子、作曲・編曲：佐藤和豊、歌：小野原麻美（鈴木麗子）
挿入歌「We are」
作詞：奥井雅美、作曲：まもる@、編曲：久保田邦夫、歌：E'z（笹島かほる）

### キャスト
- 小野原麻美 - 鈴木麗子
- 飯島志帆 - 吉原ナツキ
- 長門ゆかり - 佐藤朱

## 書誌情報

### 漫画本編
| 巻数 | 発売日         | ISBN               | 備考                                                              |
| ---- | -------------- | ------------------ | ----------------------------------------------------------------- |
| 1    | 2002年6月20日  | ISBN 9784089080016 | 巻数表記なし。初回限定版BOX仕様で麻美のフィギュア、ポスター付き。 |
| 1    | 2002年11月20日 | ISBN 9784087826982 | 通常版だが未収録作品も収録されている。                            |
| 2    | 2003年8月20日  | ISBN 9784087820577 |                                                                   |
| 3    | 2003年12月18日 | ISBN 9784087820638 |                                                                   |
| 4    | 2004年4月19日  | ISBN 9784087820744 |                                                                   |
| 5    | 2004年8月20日  | ISBN 9784087820799 |                                                                   |
| 6    | 2004年12月18日 | ISBN 9784087820911 |                                                                   |
| 7    | 2005年4月20日  | ISBN 9784087820942 |                                                                   |
| 8    | 2005年8月19日  | ISBN 9784087820980 |                                                                   |
| 9    | 2006年1月20日  | ISBN 9784087821444 |                                                                   |
| 10   | 2006年5月19日  | ISBN 9784087821475 |                                                                   |
| 11   | 2006年11月17日 | ISBN 9784087821512 |                                                                   |
| 12   | 2007年3月19日  | ISBN 9784087821543 |                                                                   |
| 13   | 2007年6月20日  | ISBN 9784087821567 |                                                                   |

### 小説
- おくさまは女子高生―ルームメイト・麻美 (集英社スーパーダッシュ文庫)
- おくさまは女子高生〈2〉 (集英社スーパーダッシュ文庫)